# Camptotypus depulsator
Camptotypus depulsator là một loài tò vò trong họ Ichneumonidae.